# Сордъёль (приток Кажыма)
Сордъёль (устар. Сордель, Сордюр) — река в России, течет по территории Койгородского района Республики Коми. Устье реки находится в 38 км по правому берегу реки Кажим. Длина реки составляет 18 км.

## Данные водного реестра
По данным государственного водного реестра России относится к Двинско-Печорскому бассейновому округу, водохозяйственный участок реки — Вычегда от истока до города Сыктывкар, речной подбассейн реки — Вычегда. Речной бассейн реки — Северная Двина.
Код объекта в государственном водном реестре — 03020200112103000018747.